# Pelayos de la Presa
Pelayos de la Presa é um município da Espanha na província e comunidade autónoma de Madrid, de área 7,58 km² com população de 2269 habitantes (2007) e densidade populacional de 267,15 hab/km².

## Demografia
| Variação demográfica do município entre 1991 e 2004 | Variação demográfica do município entre 1991 e 2004 | Variação demográfica do município entre 1991 e 2004 | Variação demográfica do município entre 1991 e 2004 |
| --------------------------------------------------- | --------------------------------------------------- | --------------------------------------------------- | --------------------------------------------------- |
| 1991                                                | 1996                                                | 2001                                                | 2004                                                |
| 922                                                 | 1198                                                | 1581                                                | 2017                                                |